# Walfordite
La walfordite è un minerale. Ha struttura analoga alla winstanleyite, con l'aggiunta di Fe3+.

## Etimologia
Il nome è in onore del geologo canadese Philip Walford (1945-  ).